# Брианшон (лунный кратер)
Кратер Брианшон (лат. Brianchon) — большой древний ударный кратер находящийся у северо-западного лимба видимой стороны Луны. Название присвоено в честь французского математика и химика Шарля Жюльена Брианшона (1783—1864) и утверждено Международным астрономическим союзом в 1964 г. Образование кратера относится к донектарскому периоду. 

## Описание кратера
Ближайшими соседями кратера являются кратер Меррилл на западе; кратер Фрелик на северо-западе; кратер Паскаль на востоке; кратер Дезарг на юго-востоке; кратер Кремона на юге и кратер Линдблад на юго-западе. На севере от кратера находится цепочка кратеров Сильвестра. Селенографические координаты центра кратера 74°45′ с. ш. 88°22′ з. д. / 74,75° с. ш. 88,36° з. д., диаметр 137,3 км, глубина 5,36 км.
За время своего существования кратер значительно разрушен последующими импактами. Северная часть вала перекрыта парой небольших кратеров и сателлитным кратером Брианшон А (см.ниже), в южную часть вала врезается сателлитный кратер Брианшон B, юго-восточная часть перекрыта концентрическим кратером, другой концентрический кратер примыкает к этой части вала. Вал кратера сглажен и отмечен множеством мелких кратеров. Высота вала над окружающей местностью 1670 м, объем кратера составляет приблизительно 19500 км³. Дно чаши кратера сравнительно ровное, отмечено множеством мелких кратеров, особенно в южной части. На северо-западе от центра находится приметный кратер чашеобразной формы.
Вследствие расположения кратера у лимба условия его наблюдения зависят от либрации Луны и он лишь частично доступен для наблюдения.
До своего переименования в 1964 г. назывался сателлитным кратером Карпентер C.

## Сателлитные кратеры
| Брианшон | Координаты                                            | Диаметр, км |
| -------- | ----------------------------------------------------- | ----------- |
| A        | 76°49′ с. ш. 87°17′ з. д. / 76,81° с. ш. 87,29° з. д. | 49,2        |
| B        | 72°09′ с. ш. 89°11′ з. д. / 72,15° с. ш. 89,18° з. д. | 31,9        |
| T        | 75°17′ с. ш. 99°19′ з. д. / 75,28° с. ш. 99,31° з. д. | 29,3        |

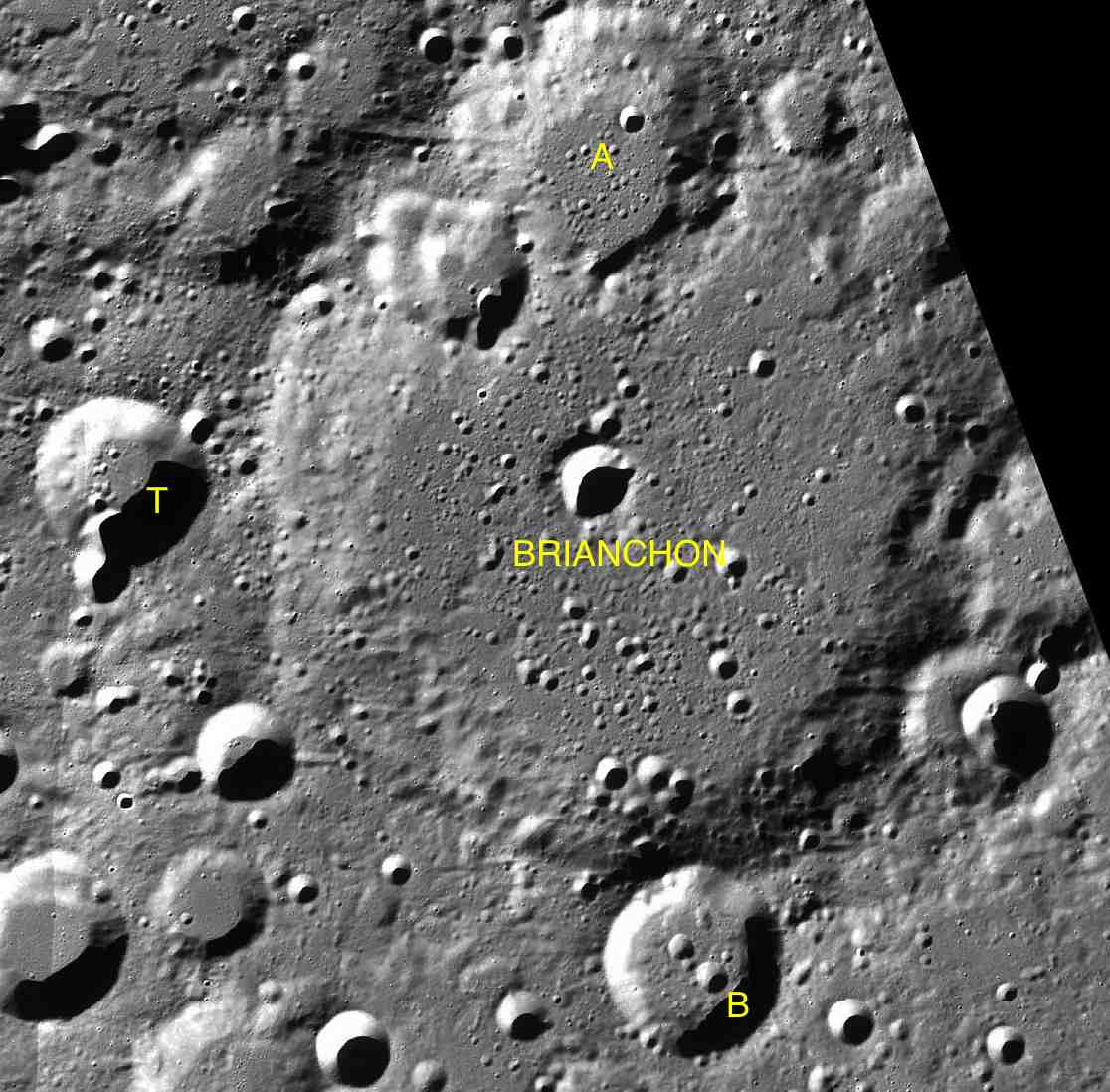
Фрагмент карты LAC-9.

- Образование сателлитного кратера Брианшон T относится к раннеимбрийскому периоду[1].